# Paris School of Business
Paris School of Business ([PSB] – dříve ESG Management School) je evropská obchodní škola s kampusy (pobočkami) v Paříži a Rennes. Škola byla založena v roce 1974.

## Popis
PSB je akreditovaná u třech mezinárodních organizací: IACBE, AMBA, a CGE. Škola má přibližně 12 500 absolventů ze 50 zemí a více než 75 národností. Mezi významné absolventy patří Franck Louvrier (ředitel společnosti Publicis Events) a Vianney (zpěvák).

## Programy
PSB nabízí magisterský program v oboru managementu (Master in Management), několik specializovaných magisterských programů v oborech jako marketing, finance, móda či personalistika (HR). PSB také nabízí doktorské studium, které vede k získání titulu Ph.D.